# Andrei Filotti
Andrei Filotti  (n. 27 octombrie 1930, București, România – d. 14 octombrie 2024, Virginia, SUA) a fost un inginer hidroenergetician român, specialist în gospodărirea apelor. În perioada 1961-1962 a fost coordonatorul elaborării Planului Național de Amenajare a Apelor din România care stabilea orientarea dezvoltării în scopuri multiple a apelor în deceniile următoare; în continuare a avut responsabilitatea coordonării încadrării noilor lucrări în prevederile acestui plan atât în ceea ce privește satisfacerea cerințelor de apă ale folosințelor cât și pentru combaterea inundațiilor și protecția calității apelor. A efectuat cercetări în domeniul gospodăririi apelor, având contribuții esențiale în aplicarea modelării matematice și a calculelor de eficiență economică în acest domeniu. De asemenea a predat cursul de gospodărire a apelor și de îndiguiri și regularizări la Facultatea de Îmbunătățiri Funciare a Institutului Agronomic Nicolae Bălcescu. A părăsit România în 1982 lucrând în calitate de consilier șef al Secretariatului Națiunilor Unite, coordonând proiecte în India,  Bangladesh, Ciad, Nigeria, Senegal și diferite alte țări. După pensionarea sa a continuat să lucrez în calitate de consultant pentru diferite organizații internaționale, concentrându-se asupra activităților de combatere a corupției. ..

## Copilărie și perioada de studii
Andrei Filotti s-a născut la București, la data de 27 octombrie 1930. Tatăl său, Eugen Filotti a fost un diplomat român, iar mama sa, Elisabeta Filotti, era fiica lui Gheorghe Tașcă, economist și politician român, la acea dată Rector al Academiei Comerciale. În perioada 1936 – 1940 Andrei Filotti a învățat la școlile primare române din Grecia și din Bulgaria, unde tatăl său era în post. Apoi, în perioada 1940-1947 a urmat cursurile Liceului Gheorghe Lazăr din București, exceptând anul școlar 1944/45 când a fost înscris la Liceul Dinicu Golescu din Câmpulung-Muscel. Trecând ultimele două clase de liceu în același an, Andrei Filotti s-a înscris în 1947 la Facultatea de Electromecanică a Institutului Politehnic București. În urma transformărilor determinate de reforma învățământului, el a absolvit Facultatea de Energetică, cu specialitatea hidroenergetică, trecând examenul de stat în 1952 și obținând diplomă de merit.
Angajându-se ca inginer proiectant, Andrei Filotti și-a continuat studiile mai târziu. În anul 1968 a urmat un stagiu de specializare postuniversitar la Centre International des Stages din Paris. Apoi a obținut titlul de doctor inginer în anul 1971 prezentând teza Aplicarea calculatoarelor electronice în gospodărirea apelor sub conducerea academicianului Dumitru Dumitrescu, din comisie făcând parte Prof. George Ciucu, Prof. Dorin Pavel și Prof. Ștefan Zarea.
Andrei Filotti a fost căsătorit cu Maria-Ligia Filotti, născută Vasiliu, un critic și istoric de artă, profesor la George Shultz National Foreign Affairs Training Center (Centrul Național de Pregătire în Domeniul Afacerilor Străine George Shultz) al Departamentului de Stat al SUA.

## Începuturile activității inginerești

### Inginer proiectant la Institutul de Studii și Proiectări Energetice
După absolvirea Politehnicii, Andrei Filotti a fost repartizat la Institutul de Studii și Proiectări Energetice - ISPE din București, unde a lucrat ca reprezentant al Institutului pe șantierul centralei hidroelectrice Sadu V. Aici a urmărit în special lucrările de execuție ale batardoului provizoriu, ale prizei de apă, ale galeriei de aducțiune și ale castelului de echilibru.

### Inginer cercetător la Institutul de Cercetări Hidraulice
În anul 1954, ca urmare a reducerii lucrărilor hidroenergetice, Andrei Filotti s-a transferat la Laboratorul de Cercetări Hidraulice (transformat ulterior în Institutul de Cercetări Hidraulice) al Ministerului Transporturilor Navale și Aeriene. Într-o primă perioadă a urmărit lucrările de execuție ale laboratorului, trecând apoi în activitatea de cercetare.
Numit șef al laboratorului de hidraulică a construcțiilor, Andrei Filotti s-a ocupat de cercetări de laborator pe modele hidraulice. Dintre studiile pe care le-a coordonat, cele mai importante au fost:
- Studiul mișcării aluviunilor de pe brațul Bala-Borcea al Dunării;[10]
- Studiul regularizării râului Siret în zona podului de la Șcheia, Iași;[11]
- Studiul vârtejurilor cu antrenare de aer la priza de apă a combinatului industrial Brăila[12][13]
- Studiul infiltrațiilor cu ajutorul calculatoarelor analogice.[14][15]

## Activitatea din domeniul gospodăririi apelor
În 1959 Andrei Filotti s-a transferat la Institutul pentru Planuri de Amenajare și Construcții Hidrotehnice (IPACH), unde a ocupat succesiv funcțiile de șef de colectiv, șef de atelier, consilier și, începând din 1968, inginer șef. În anul 1982, Andrei Filotti și-a dat demisia, emigrând în Statele Unite ale Americii.
Institutul primise însărcinarea să elaboreze planurile de amenajare ale bazinelor hidrografice din România și era în faza de a se reprofila pentru a răspunde la această solicitare. În cadrul IPACH, Andrei Filotti a ales gospodărirea apelor ca domeniu de activitate care a constituit centrul preocupărilor sale profesionale.

### Contribuții metodologice
În anul 1960, gospodărirea apelor constituia o preocupare marginală, fiind considerată o activitate anexă a hidrotehnicii. Andrei Filotti a reușit să separe problemele constructive ale construcțiilor hidrotehnice de cele funcționale, și, împreună cu colaboratorii săi, să dezvolte gospodărirea apelor într-o disciplină de sine stătătoare, devenind în același timp unul din principalii ei reprezentanți. Pe lângă activitățile de elaborare a planurilor de amenajare și a altor studii de proiectare, crearea unei noi discipline a necesitat înainte de toate importante inovații metodologice care se datoresc în foarte mare măsură lui Andrei Filotti.

#### Lărgirea domeniului de preocupări din gospodărirea apelor
În anul 1959 gospodărirea apelor se ocupa exclusiv de satisfacerea cerințelor de apă calitative ale folosințelor. Andrei Filotti a lărgit sfera de preocupări a disciplinei la toate aspectele legate de amenajarea resurselor de apă. Dintre noile ramuri ale gospodăririi apelor pe care le-a creat, cele care au fost dezvoltate cu precădere au fost gospodărirea apelor mari și gospodărirea calității apelor.
- În domeniul combaterii inundațiilor, concepția uzuală în România era de a proteja, de obicei prin îndiguiri, obiectivele care erau periclitate de viituri. Rezolvarea punctuală nu ținea seama de efectele lucrărilor de îndiguire asupra ansamblului cursului de apă. În particular, ele neglijau atât efectele de ridicare a nivelului apei în amonte, din cauza ștrangulării secțiunilor, cât și creșterea debitelor în aval, consecință a eliminării efectului natural de atenuare din luncile inundabile. Trecerea la noile concepte de gospodărire a apelor mari, susținute de Andrei Filotti, implica analize pe întreg cursul de apă și a avut drept consecință o schimbare radicală a soluțiilor adoptate pentru apărarea împotriva inundațiilor. În loc de a se concentra exclusiv pe lucrări de îndiguire, ca în trecut, viziunea lui Andrei Filotti punea un accent sporit pe reducerea undelor de viitură, prin lacuri de acumulare sau poldere laterale, astfel încât să se compenseze efectele negative ale îndiguirilor.[17][18]

- În domeniul calității apelor, concepția veche era de a controla calitatea apelor din râuri exclusiv prin epurarea apelor uzate înainte de deversarea lor în râuri. Conceptul de gospodărire a calității apelor lua în considerație și sursele de poluare difuze, iar, pe de altă parte, extindea analizele și asupra proceselor calitative din cursurile de apă sau din lacuri. De asemenea, noile concepte țineau seama nu doar de situațiile limită, care stăteau la baza dimensionării stațiilor de epurare, ci întreaga variație în timp a elementelor hidrologice, și la efectele calitative ale evacuării unor debite din lacurile de acumulare.

Pe lângă acestea, Andrei Filotti a introdus concepte noi de gospodărire a apelor subterane, care puneau în evidență legătura dintre apele de suprafață și cele subterane și preconizând sisteme de reîmprospătare a apelor subterane din resursele de suprafață. De asemenea, el s-a preocupat și de gospodărirea debitelor solide, care aveau influență atât asupra colmatării lacurilor de acumulare, cât și asupra proceselor morfologice ale albiilor.

#### Abordarea sistemică a gospodăririi apelor
O a doua contribuție teoretică importantă a lui Andrei Filotti a fost cea a unei abordări sistemice, în care se punea accentul pe definirea modului de conlucrare între diferitele elemente ale unei scheme de amenajare. Astfel, dacă până în 1959 diferitele lucrări de amenajare a apelor erau concepute, promovate și exploatate independent, în perioadele următoare, prin aplicarea acestei viziuni sistemice, s-a ajuns la o coordonare atât în privința promovării lucrărilor, cât și a realizării și exploatării lor, diferitele lucrări fiind integrate în sisteme de gospodărire a apelor.
De exemplu, în perioada anilor 1950, cu ocazia promovării și execuției sistemului hidroenergetic al Barajului Izvorul Muntelui de pe Bistrița s-a arătat că barajul putea iriga aproximativ 200.000 ha în Bărăgan și de asemenea putea avea un efect de reducere a debitelor de viitură. Totuși, execuția canalului magistral de irigare Siret – Bărăgan a fost începută abia în anii 1980 și nu a fost terminată nici până în prezent, iar în privința atenuării undelor de viitură, pentru mulți ani exploatarea nu a ținut seama de situația apelor mari din bazinul Siret și ca atare, în cursul viiturilor din anii 1970 au fost înregistrate cazuri în care exploatarea lacului a dus chiar la mărirea viiturilor de pe Siretul inferior. Situația se schimbase radical în anii 1960, un exemplu reprezentativ fiind cel al Barajului Vidraru. Bazat pe studiile de gospodărire a apelor efectuate după noile metodologii, barajul a fost promovat de la început ca o lucrare cu folosințe multiple. În același timp cu execuția barajului sau la doar câțiva ani de la terminarea lui, au fost date în funcțiune și sistemele de alimentare cu apă ale municipiului București și, ulterior, ale municipiului Pitești, precum și lucrările de irigații de pe râul Argeș. Această abordare, care este în mare parte rezultatul concepțiilor promovate de Andrei Filotti, a fost generalizată la toate lucrările de amenajare a apelor din România.
Noile concepte care amplificau analizele cu caracter tehnologic, făceau mult mai dificilă rezolvarea de către o aceeași echipă atât a problemelor de ordin constructiv, cât și a celor de gospodărire a apelor. Ca urmare, în cadrul institutului IPACH, a fost creat un sector specializat în problemele specifice noii discipline, sector pe care Andrei Filotti l-a condus până în perioada în care a părăsit Institutul.
Reușind să convingă conducerea Comitetului de Stat al Apelor de importanța unor analize temeinice de gospodărire a apelor în promovarea unei politici raționale a apelor, unitățile din subordinea sa au avut ca responsabilitate elaborarea marii majorități a studiilor de gospodărire atât pentru lucrările de amenajare și folosire a apelor finanțate de Comitetul de Stat al Apelor (sau de organele care i-au succedat), cât și cele finanțate de alte instituții. Studiile efectuate erau elaborate pe baza unor metodologii pe care fie Andrei Filotti le elaborase direct, fie la definitivarea cărora avusese un aport esențial. În plus, a contribuit direct la soluțiile propuse în diferitele proiecte, în special în selecționarea amplasamentelor lacurilor de acumulare.

#### Viziunea dinamică a gospodăririi apelor
Până în 1959, gospodărirea apelor avea o viziune statică. Ea se concentra asupra investițiilor, având ca obiect alegerea lucrărilor de amenajare a apelor necesare pentru a realiza un anumit efect. După alegerea lucrărilor, sarcina gospodarului de ape era considerată terminată, etapa următoare, cea de realizare a lucrărilor revenind constructorilor hidrotehnicieni. După acest mod de abordare, la anumite perioade, după darea în funcțiune a unui grup de lucrări hidrotehnice într-un bazin hidrografic, era necesară o nouă intervenție a gospodarilor de ape, pentru selecționarea unor noi lucrări.
Andrei Filotti a fost unul din cei mai puternici adversari ai acestei abordări statice. În noua concepție pe care a introdus-o, alegerea unor lucrări era doar începutul unui ciclu în activitatea de gospodărire a apelor. Etapa următoare era cea de stabilire a parametrilor funcționali a construcțiilor componente ale sistemelor proiectate, iar în continuare, după darea în funcțiune a lucrărilor, gospodărirea apelor devenea activitatea determinantă în faza de exploatare a lucrărilor. Chiar dacă infrastructura realizată nu se modifica în timpul exploatării, apăreau schimbări importante atât în condițiile hidrologice, cât și în dezvoltarea social-economică, care impuneau adaptarea continuă a modului de exploatare.
Deși abordarea dinamică se aplica în toate ramurile gospodăririi apelor, ea apărea deosebit de importantă în gospodărirea apelor mari acoperind toate operațiile de combatere a inundațiilor, incluzând planurile de apărare, prognoza și alarmarea în cazuri de inundații, exploatarea lucrărilor în perioadele de ape mari, intervenția în situațiile de inundații și lucrările de reabilitare după trecerea viiturilor.

#### Sistemele informatice de gospodărire a apelor
O consecință a acestei viziuni dinamice era necesitatea luării unor decizii permanente de conducere în exploatarea sistemelor de gospodărire a apelor. Complexitatea deciziilor impunea un sistem decizional ierarhizat. Andrei Filotti a introdus conceptul de sisteme informaționale de gospodărire a apelor care serveau la colectarea tuturor informațiilor necesare, dintre care unele, cu caracter istoric, trebuiau stocate și prelucrate statistic, iar altele, operative, reflectau situația de moment. În cadrul sistemelor informatice, informațiile erau prelucrate și puse la dispoziția organelor de decizie. Aceleași sisteme informatice serveau apoi la transmiterea deciziilor către organele de decizie și raportarea executării deciziilor către organele de urmărire. Tot el a inițiat proiectarea primelor sisteme informațional-decizionale de gospodărire a apelor din România.

### Proiectare
Activitatea de proiectare din cadrul IPACH a început cu elaborarea Planurilor de Amenajare a Apelor. În prima etapă, de elaborare a planurilor de amenajare pe bazine hidrografice, Andrei Filotti a avut fost însărcinat cu planul de amenajare a bazinului Siret. După aceea, el a avut responsabilitatea, în calitate de șef de proiect, a Planului Național de Amenajare a Apelor din România, care identifica soluțiile pentru amenajarea bazinelor hidrografice ale României până la utilizarea întregului potențial și selecționa lucrările care urmau să fie executate într-o primă etapă de 15 ani.
În perioada următoare, Andrei Filotti a coordonat unitățile de proiectare având responsabilitatea detalierii elementelor de gospodărire a apelor ale lucrărilor care intrau în planurile de investiții, stabilind proporțiile și parametrii tuturor lucrărilor, studiind oportunitatea lor tehnică și analizând oportunitatea lor economică. Dacă la început accentul principal era pus pe satisfacerea cerințelor de apă, studiile au acoperit după puțin timp și alte aspecte ale gospodăririi apelor, în special cele legate de combaterea inundațiilor.
Activitatea lui Andrei Filotti nu s-a limitat la coordonare, el având o contribuție directă la alegerea soluțiilor unor sisteme importante de gospodărire a apelor dintre care pot fi menționate sistemul Paltinul de pe Doftana, sistemul de lacuri de acumulare din bazinul Bahlui pentru apărarea municipiului Iași, sistemul de amenajare a Siretului inferior și canalul magistral Siret-Bărăgan, lacul de acumulare Tărlung pentru alimentarea cu apă a orașului Brașov, sistemul de gospodărire a apelor din bazinul Jiului mijlociu, bazat pe lacul de acumulare Rovinari, sistemele de combatere a inundațiilor din bazinele Mureșului superior și Bârladului, sistemul de gospodărire a apelor din zona Miercurea Ciuc și altele.

### Cercetare
Atacarea unor domenii noi de actitivate era posibilă doar cu un efort considerabil de cercetare, pentru elaborarea metodologiilor de studiu. Majoritatea acestor cercetări au fost efectuate în paralele cu activitatea de proiectare, fiind coordonate direct de Andrei Filotti. Concentrarea ambelor preocupări în aceeași unitate, asigura o aplicabilitate imediată a cercetărilor și orienta cercetările în direcțiile în care necesitatea de inovație era mai mare.

#### Modelarea matematică în gospodărirea apelor
Una din realizările cele mai importante ale lui Andrei Filotti la nivel metodologic a fost introducerea modelării matematice în gospodărirea apelor. Primele modele au fost operaționale în 1960 și pentru aplicarea lor s-a făcut la calculatoarele electronice CIFA construite la Institutul de Fizică Atomică de la Măgurele. Gospodărirea apelor a fost primul domeniu în care modelarea matematică din România a depășit cadrul experimental și a fost extinsă la aplicații practice pe scară largă. Începând din 1961-1962, modelele matematice elaborate sub conducerea lui Andrei Filotti erau utilizate ca metodă standard în toate studiile de gospodărire a apelor din România.
Pe lângă simularea matematică, Andrei Filotti s-a preocupat de modelarea caracterului stohastic al proceselor de gospodărire a apelor. Pentru aceasta el a definit probabilitatea de satisfacere a folosințelor și a inițiat utilizarea metodelor Monte Carlo în procesele de gospodărire.
În perioada dintre 1962 și 1975, Andrei Filotti a dezvoltat aceste modele și a extins sfera lor de aplicare, ceea ce a devenit posibil și datorită capacităților sporite ale noilor calculatoare electronice. Modelele de simulare matematică elaborate în această perioadă mai erau utilizate în România și după anul 2000.

#### Calculele economice în gospodărirea apelor
Până la jumătatea anilor 1950, în toate țările cu regim comunist deciziile referitoare la investiții se luau exclusiv pe criterii politice, fără a ține seama de criteriile de eficiență economică, considerate la acea vreme ca fiind specifice regimurilor capitaliste. După moartea lui Stalin, această abordare a început să fie contestată de diferiți economiști din Uniunea Sovietică, Polonia, România și alte țări socialiste.
Lucrările de gospodărire a apelor cereau fonduri de investiții importante astfel încât utilizarea unor criterii economice în fundamentarea soluțiilor putea avea consecințe importante. Încă din perioada elaborării planurilor de amenajare, Andrei Filotti a adaptat la domeniul gospodăririi apelor teoriile economice referitoare la eficiența economică a investițiilor și a depus eforturi mari pentru a asigura adoptarea lor. Deși inițial criticate de organele de partid ca o încercare de a introduce metode capitaliste, cu sprijinul Institutului de Cercetări Economice al Academiei Române, metoda pentru calculul economic al investițiilor propusă de Andrei Filotti și Mircea Stănculescu a fost în cele din urmă aprobată.
Ca și mulți alții dintre susținătorii principiului de fundamentare a eficienței economice a investițiilor, Andrei Filotti vedea în acest principiu nu numai o metodologie de calcul, ci și un instrument de a frâna caracterul politic arbitrar al deciziilor privind dezvoltarea economică în general și a amenajării apelor în particular. În anii 1960 această speranță a fost în parte împlinită și, în perioadele următoare, tendința a continuat în alte țări cu regimuri socialiste. În România însă, în special în anii 1980, rezultatele scontate de Andrei Filotti nu s-au realizat. Gradual s-a revenit la deciziile politice arbitrare; deși, teoretic, metodologiile mai erau în vigoare, cifrele erau măsluite astfel încât să demonstreze că deciziile politice reflectau și o clarviziune economică.
Andrei Filotti a dezvoltat și metoda de repartizare pe beneficiari a costurilor lucrărilor de gospodărire a apelor cu folosințe multiple, ale căror investiții și cheltuieli de exploatare trebuiau acoperite de fiecare dintre aceștia. Metodologia propusă de Andrei Filotti ținea seama de interesele și constrângerile fiecăruia dintre beneficiari, fără a avantaja pe niciunul în detrimentul celorlalți. Ea a fost acceptată de toate părțile implicate, fiind adoptată ca metodă standard.
Tot în domeniul economic, Andrei Filotti a adaptat teoria deciziilor în condiții de risc și incertitudine la gospodărirea apelor. Plecând de la premiza că procesele de gospodărire a apelor, în special cele legate de gospodărirea apelor mari și de combaterea inundațiilor, aveau un caracter aleatoriu, exitând perioade mai mult sau mai puțin îndelungate între momentele producerii unor evenimente catastrofale, Andrei Filotti a căutat să găsească metode matematice care să cuantifice riscul economic. Și aceste metodologii au fost aplicate la diferite proiecte de investiții de care s-a ocupat.
Ultimul domeniu pe care Andrei Filotti l-a abordat este cel al aplicării logicii vagi în gospodărirea apelor. Rezultatele acestor cercetări nu au fost însă generalizate după plecarea sa din institut.

#### Contribuții la crearea unei secții de cercetare în domeniul gospodării apelor
După acceptarea statutului gospodăririi apelor ca disciplină de sine stătătoare, în anul 1964, Institutul de Studii și Cercetări Hidrotehnice București a decis să înființeze o secție de cercetare în domeniul gospodăririi apelor, condusă de Constantin Pârvulescu. Pentru perioada inițială de organizare a secției și de pornire a primelor cercetări, Institutul a făcut apel la colaboratori externi, printre care și Andrei Filotti. În calitate de consilier, el a definit orientările generale ale secției și planul de lucru pentru primii ani de activitate.

### Activitate didactică
În paralel cu activitatea de proiectare, în anul 1971, Andrei Filotti a fost numit asistent al Prof. Ion Teodorescu la Catedra de Îndiguiri și Regularizări de albii și gospodărire a apelor a Facultății de Îmbunătățiri Funciare din cadrul Institutului Agronomic Nicolae Bălcescu din București. În anul următor, după transferul lui Ion Teodorescu la Institutul de Construcții București, Andrei Filotti a preluat catedra, predând cursul de Îndiguiri și regularizări de albii, precum și cursul de Gospodărirea Apelor. Acesta a fost primul curs de gospodărire a apelor dintr-un institut de învățământ superior din România. În anii următori, Andrei Filotti și-a publicat cele două cursuri. Andrei Filotti și-a continuat activitatea didactică până în 1979.

În afară de aceasta, Andrei Filotti a predat și cursuri de modelare matematică în gospodărirea apelor la cursurile post-universitare organizate de Institutul de Construcții din București.

### Acțiuni internaționale
Andrei Filotti a participat în calitate de reprezentant al Guvernului Român la Conferința pentru Problemele Apelor a Comisiei Economice pentru Europa (CEE) a Națiunilor Unite, organizată la Geneva în 1968. La această conferință, Andrei Filotti a primit însărcinarea de a elabora un raport de sinteză al metodologiilor utilizate în țările CEE pentru amenajarea bazinelor hidrografice și de a face propuneri pentru unificarea metodologiilor, raport care a fost prezentat în anul următor.

## Lucrări de cercetare în Statele Unite
În anul 1982 Andrei Filotti a emigrat în Statele Unite, unde și-a continuat activitatea de cercetare. El s-a ocupat de probleme de inginerie eoliană, elaborând o metodă de dimensionare a fațadelor de sticlă ale clădirilor foarte înalte supuse la acțiunea vântului. În anii 1970 se înregistraseră în zona Boston o serie de accidente când, în timpul unor vânturi puternice, au fost smulse toate panourile de sticlă ale unor zgârie-nori. Institutul Național de Standardizare (National Instititute of Standards) a considerat necesară revizuirea normelor în vigoare. În cadrul unui contract cu Institutul Național de Standardizare, Andrei Filotti a elaborat o nouă metodologie de calcul care ținea seama de forțele de sucțiune create de vârtejurile de aer, determinate prin încercări pe modele în tuneluri aerodinamice.

## Consilier al Organizației Națiunilor Unite
La sfârșitul anului 1983 Andrei Filotti a fost angajat consilier tehnic șef al Organizației Națiunilor Unite. În această calitate i-a revenit responsabilitatea coordonării diferitor proiecte în Asia de Sud-Est.

### Introducerea analizei de sisteme în India
Proiectul acorda asistență guvernului Indiei pentru înființarea unei unități specializate în elaborarea de modele matematice și în utilizarea calculatoarelor electronice pentru gospodărirea apelor în cadrul Comisiei Centrale de Gospodărire a Apelor (Central Water Commission). Proiectul era realizat cu sprijinul prof. Warren A. Hall de la Universitatea de Stat din Colorado Colorado State University din Fort Collins, SUA. Andrei Filotti era însărcinat cu acțiunile de calificare a personalului și de elaborare a unui prim set de modele matematice.
Modul de abordare al modelării matematice în India era cu totul diferit de cel din România. Pe când modelele matematice de care Andrei Filotti se ocupase la București fuseseră elaborate ca o activitate anexă în cadrul Institutului de Proiectare, cu puțin sprijin din partea Consiliului Național al Apelor, în India, Comisia Centrală de Gospodărire a Apelor înființase o unitate specializată, căreia i-a asigurat un sprijin susținut. Rezultatele nu au fost vizibile în timpul proiectului, dar după un interval de câțiva ani, India a reușit să devină una din țările în care elaborarea de software, nu numai pentru gospodărirea apelor, a devenit extrem de dezvoltată, pe când în România activitatea respectivă a stagnat. Proiectul pe care Andrei Filotti l-a coordonat constituie un exemplu de utilizare a asistenței tehnice străine pentru o dezvoltare durabilă, deschizând noi domenii de activitate, pe care guvernul țării le sprijină și după terminarea programului de asistență tehnică.

### Asistență pentru Programul Alimentar Mondial în Bangladesh
În urma unei perioade secetoase de la sfârșitul anilor 1970 și a unei crize acute de alimente în Bangladesh, Programul Mondial Alimentar (PAM) al ONU a inițiat un program de ajutorare a țării cu alimente. Având în vedere populația de aproximativ 100 milioane de locuitori a țării, programul a devenit în scurt timp cel mai însemnat program de asistență al PAM, care a solicitat ajutorul Națiunilor Unite pentru gestionarea tehnică a programului. Numit consilier tehnic șef al Națiunilor Unite pentru această asistența tehnică, Andrei Filotti a căutat să definească obiectivele programului, astfel încât să îl transforme dintr-un program de asistență umanitară într-un program integrat de asistență pentru dezvoltare. Obiectivele programului au fost definite ca fiind următoarele:
- Acoperirea deficitului cronic de alimente al țării prin punerea la dispoziția guvernului a unor cantități de grâu din resursele PAM;

- Utilizarea acestor resurse printr-un program “Muncă pentru Alimente” (Food for Work) în cadrul căruia să se realizeze lucrări cu manoperă intensivă, plata manoperei făcându-se în alimente. În acest mod exista garanția că alimentele ajungeau să se asigure nevoile de hrană ale păturilor celor mai dezavantajate ale populației;

- Reducerea șomajului cronic din Bangladesh prin asigurarea unor locuri de muncă pentru muncitorii necalificați;

- Utilizarea forței de muncă pentru proiecte de dezvoltare astfel încât resursa de alimente pusă la dispoziție să devină o resursă pentru dezvoltare; în acest scop s-au identificat lucrări hidrotehnice de terasamente (în general reprofilări de diguri sau decolmatări de canale de irigație sau desecare), executabile prin muncă manuală, care să executate în cadrul programului. Deoarece resursele bugetare ale guvernului erau insuficiente pentru executarea acestor lucrări, programul dădea posibilitatea organelor de gospodărire a apelor să efectueze lucrările necesare de întreținere și să evite degradarea infrastructurii existente; în plus, o parte din resurse erau utilizate pentru lucrări noi de hidroameliorații;

- Ca obiectiv de lungă durată programul urmărea schimbarea obiceiurilor alimentare ale populației, prin reducerea consumului de orez și creșterea consumului de grâu (tradițional extrem de redus). Acest obiectiv era important deoarece, la densitatea pe populație din Bangladesh, hrana necesară nu putea fi asigurată decât prin două sau chiar trei recolte anual. Resursele de apă reduse din anotimpul secetos erau suficiente doar pentru irigarea unor suprafețe reduse în cazul culturilor de orez, dar permiteau cultivarea unor suprafețe mult mai mari cu grâu, care necesita cantități de apă mai reduse. Modificarea obiceiurilor alimentare era singurul mod în care se putea tinde spre acoperirea necesarului de alimente al populației din producția internă, în condițiile naturale din Bangladesh.

Pe lângă lucrările de terasamente, sistemele de îndiguiri sau de irigații și desecare mai necesitau și reconstrucții sau construcții hidrotehnice noi, în general stăvilare și stații de pompare, care nu puteau fi efectuate exclusiv cu muncă manuală. Andrei Filotti s-a opus obținerii fondurilor necesare prin monetizarea resurselor alimentare, deoarece aceasta ar fi redus avantajele sociale ale programului. După negocieri a fost pusă la punct o colaborare a mai multor agenții internaționale printr-un ansamblu de programe de asistență corelate și anume:
- Programul Alimentar Mondial punea la dispoziție resursele de grâu și se ocupa de problemele logistice de transport și distribuire al grâului și de urmărire a modului de distribuire astfel încât să se evite risipirea resurselor;

- Banca Mondială asigura, prin credite, fondurile necesare pentru construcțiile hidrotehnice anexă ale lucrărilor de terasamente finanțate prin alimente de PAM;

- Programul Națiunilor Unite pentru Dezvoltare (PNUD) finanța asistența tehnică necesară pentru identificarea sistemelor care urmau să fie executate, evaluarea viabilității lor tehnice și economice și pentru dimensionarea și evaluarea lucrărilor precum și pentru urmărirea tehnică a execuției;

- Organizația Națiunilor Unite, prin Departamentul de Cooperare Tehnică pentru Dezvoltare - Department of Technical Cooperation for Development (DTCD) asigura asistența tehnică finanțată de PNUD și coordonarea tehnică a diferitelor componente ale programului; această componentă era condusă de Andrei Filotti;

- Agenția de Dezvoltare Internațională a Canadei - Canadian International Development Agency (CIDA) asigura asistența tehnică pentru proiectarea construcțiilor hidrotehnice finanțate de Banca Mondială.

Contribuția lui Andrei Filotti a fost esențială atât în conceperea acestui program complex, cât și în punerea lui în aplicare. În momentul în care el a părăsit proiectul, primind alte însărcinări, proiectul ajunsese să valorifice anual resurse de grâu în valoare de 30 milioane dolari (1990) și să utilizeze o forță de muncă de 500.000 oameni. Proiectul era considerat cel mai complex proiect pe care Programul Alimentar Mondial îl executase până în acel moment și un model pentru programele următoare.

### Consilier al Secretariatului General al Națiunilor Unite
În anul 1990 Andrei Filotti a fost promovat pe postul de consilier al Secretariatului General al Națiunilor Unite de la New York pentru probleme de gospodărire a apelor și a mediului înconjurător. El a îndeplinit această funcție în timpul mandatelor lui Javier Pérez de Cuéllar și Boutros Boutros-Ghali, până în august 1994.
În calitate de consilier al Secretariatului General, principala responsabilitate a lui Andrei Filotti era ca, la ordinul Secretarului General sau al unuia din Secretarii Generali Adjuncți, să efectueze diferite misiuni, legate de expertiza sa tehnică, pe lângă guvernele țărilor membre ale Națiunilor Unite. Dintre acestea sunt de menționat misiunile efectuate în Maroc, Siria, India, Madagascar, România și alte țări, în scopul identificării necesităților de asistență ale țărilor în curs de dezvoltare și pentru formularea unor proiecte care să fie finanțate de Organizația Națiunilor Unite sau de alte organizații de asistență internațională.
Andrei Filotti a mai participat, ca reprezentant al Organizației Națiunilor Unite, la diferite conferințe internaționale, dintre care pot fi citate conferințele statelor donatoare pentru definirea de programelor de asistență tehnică pentru Nigeria, Laos, Republica Moldova și altele. Pe lângă aceste însărcinări, el mai avea responsabilitatea coordonării și supravegherii execuției unor proiecte finanțate de Programul Națiunilor Unite pentru Dezvoltare (PNUD) sau de alte organisme internaționale și executate de diferite agenții ale Națiunilor Unite.
Proiectele a căror execuție Andrei Filotti a urmărit-o direct erau tot din domeniul amenajării resurselor de apă. Dintre acestea sunt mai reprezentative: Planul de amenajare al bazinului lacului Ciad, Planul de amenajare al apelor din Senegal, Sistemul informațional hidrologic din Bangladesh, Alimentări cu apă rurală din Madagascar și altele. În studiile pe care le-a coordonat, Andrei Filotti a încercat să introducă concepte moderne noi, chiar dacă uneori trebuiau adaptate ținând seama de necesitățile unor țări în curs de dezvoltare.

#### Planul de amenajare a bazinului Ciad
Planul de amenajare al bazinului lacului Ciad a fost executat de Comisia Bazinului Lacului Ciad – Lake Chad Basin Commission (LCBC) cu sediul la N’Djamena, la care participau Camerun, Ciad, Niger și Nigeria, iar apoi Republica Centrafricană, condus cu o competență deosebită de șeful de proiect, Yaya, un expert din Burkina Faso. LCBC – condusă de secretarul executiv Abubakar B. Jauro a acordat o mare importanță acestui plan.
Ca atare, planul de amenajare al bazinului Chad răsturna conceptele tradiționale, gospodărirea apelor trecând de la un rol pasiv, de reacție la unele cerințe externe, la un rol activ. Deși această viziune era clar adaptată unei zone extrem de aride, în care apa avea un rol esențial, ea poate fi aplicată și în alte condiții. Planul de amenajare nu neglija nici punctul de vedere tradițional, dar cuprindea o singură propunere de amenajări de gospodărire a apelor, anume derivarea unor debite din bazinul râului Oubangui în spre bazinul lacului Ciad.
Pentru a ilustra noul mod de abordare a gospodăririi apelor se pot cita unele dintre recomandările planului de amenajare:
- Pentru a asigura posibilitățile de supraviețuire ale populației din zona Sahelului, supusă periodic unor secete puternice, planul de amenajare a recomandat să se acorde prioritate realizării unor sisteme de irigații locale, bazate pe tehnica agricolă tradițională din zonă, care să deservească fiecare sat din bazin și care să asigure o producție suficientă pentru hrana populației. Planul prevedea măsurile necesare pentru a asigura participarea populației în realizarea proiectelor respective.

- Corelarea concepției sistemelor de irigații moderne cu alte cerințe din zonă, în special cu metodele tradiționale de creștere a bovinelor, care în anotimpul secetos, se retrag spre zona ecuatorială din Cameroon și Nigeria, iar în anotimpul ploios migrează spre nord, în general spre Ciad și Niger. Trecerea acestor turme de două ori pe an peste terenurile irigate distrugea nu numai o bună parte din producția agricolă, dar și rețeaua de canale de irigații; de aceea, s-a recomandat realizarea unor coridoare pentru a permite migrația vitelor și amenajarea unor puncte pe traseu pentru adăparea lor. De asemenea, pentru a asigura producția de lapte și de carne cu un consum minim de apă planul a demonstrat că trebuia renunțat la tendința de a aduce vaci din rasele utilizate în Europa era de a se concentra pe vaca africană cu coarne lungi care rezistă mai bine la condițiile climatice și are nevoie de cantități de apă mai mici.

- Corelarea dezvoltării teritoriale cu cerințele ecologice. Un exemplu al unei asemenea cerințe era legat de delimitarea rezervațiilor pentru elefanți care în situația actuală erau fiind prea mici pentru a satisface cerințele elefanților. Deoarece extinderea rezervațiilor lor era dificilă planul a recomandat amenajarea de culoare de migrație a elefanților între rezervații, astfel încât să nu se distrugă pe parcurs sistemele de irigații. Alte măsuri au luat în considerare habitatul antilopelor sitatunga.

- Planul de amenajare a arătat că o condiție esențială pentru a da colectivităților mijloace de a dezvolta sisteme locale de irigații și alimentare cu apă, o constituie dezvoltarea unei rețele de posturi bancare. Alte analize economice au scos în evidență dificultatea pe care o produceau pentru economia zonală diferențele între sistemele monetare din diferitele țări, unele dintre ele utilizând francul african legat, la acea vreme, printr-un curs de schimb fix de francul francez, pe când alte țări aveau un sistem în care cursul de schimb varia după legile economiei de piață.

Acest plan a constituit o ruptură cu principiile tradiționale ale planurilor de amenajare, corespunzând unei viziuni noi a gospodăririi apelor. În loc de a se concentra pe alegerea lucrărilor necesare pentru satisfacerea unor cerințe de apă date sau prognozate ale economiilor naționale, planul bazinului Ciad analiza a căutat să pună în evidență interacțiunea dintre gospodărirea apelor și celelalte ramuri economice și să definească în special măsurile care trebuiau luate de celelalte sectoare economice pentru a asigura o utilizare rațională a apelor.

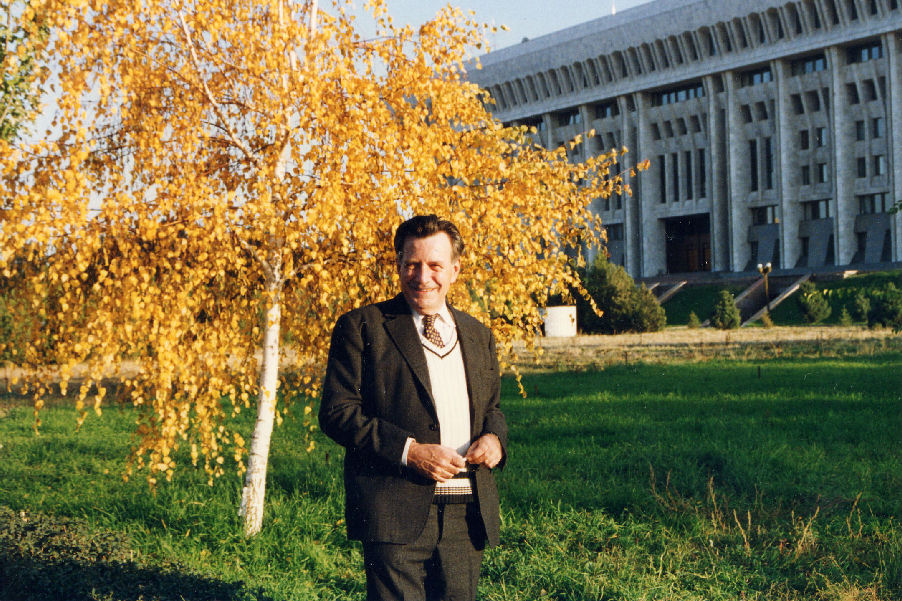
Andrei Filotti în fața Președinției Republicii Kârgâze, Bișkek (1998)

### Planul de dezvoltare al Masivului Fouta Djallon
Planul de dezvoltare era o inițiativă a Organizației Unității Africane. Masivul Fouta Djallon, este situat în partea de vest a Africii, ocupând cea mai mare pare a Guineei, precum și părți mai reduse din statele învecinate. Pe acest masiv muntos se concentrează precipitațiile aduse în sezonul secetos de curenții de aer din spre Oceanul Atlantic, masivul fiind zona din care izvorăsc principalele cursuri de apă din Africa de Vest: Senegal, Gambia, Niger, Konkoure și altele mai mici, resursele cărora sunt vitale pentru întreaga zonă. Totuși din cauza climatului tropical, echilibrul natural al masivului este precar și capacitatea de regenererare a vegetației este relativ redusă.
Extinderea practicilor agricole tradiționale ale populației, ca urmare a creșterii demografice risca să distrugă acest echilibru și să afecteze economia tuturor țărilor din aval. Elaborarea planului a fost coordonată de un specialist din Coasta de Fildeș pentru partea hidrologică și de Andrei Filotti pentru partea de gospodărire a apelor. Rolul planului era de a identifica practici noi de utilizare a teritoriului și de a sensibiliza populația în aplicarea lor, noile tehnici trebuind să îndeplinească atât cerințele economice ale populației, cât și cele de protecție a mediului. Planul, prezentat la o conferință a OUA ținută la Conakry a identificat o serie de proiecte pilot în care noile tehnici să fie experimentate cu colaborarea colectivităților locale.
După ce, în anul 1965 președintele Guineei Ahmed Sékou Touré întrerupsese legăturile politice cu Franța și a adoptat o orientare socialistă, Guineea a obținut ajutoare din partea țărilor socialiste din Europa. În cadrul acestei asistențe, la începutul anilor 1970 specialiști din Cehoslovacia elaboraseră planuri de amenajare pentru toate cursurile de apă ale Guineei. Aceste planuri de amenajare urmăriseră în linii mari aceleași principii de bază ca și Planurile de Amenajare ale bazinelor hidrografice din România. Niciuna din lucrările identificate nu fusese însă realizată, din cauza dificultăților de finanțare. În momentul elaborării studiului pentru masivul Fouta Djallon, niciuna dintre propunerile acestor planuri de amenajare nu a putut fi valorificată. Cerințele din noua etapă impuneau o abordare care să nu pună accentul doar pe amenajarea resurselor de apă, ci pe o dezvoltare coordonată a diferitelor sectoare economice. În noua optică amenajarea bazinului versant avea cel puțin aceeași importanță cu amenajarea cursurilor de apă.

Cele de mai sus sunt prezentate doar pentru a ilustra noul mod de abordare a planurilor de amenajare. Comparând Planul de amenajare al bazinului Ciad și programul de amenajare a masivului Fouta Djallon, cu planul de amenajare al Apelor din România, toate coordonate de Andrei Filotti, se poate vedea evoluția gândirii sale, de la o amenajare în scopuri multiple a resurselor de apă la o dezvoltare economică integrată a întregului bazin hidrografic.
În această viziune, gospodărirea apelor nu se mai concentrează asupra unor programe de investiții ale guvernelor, ci se preocupă de identificarea modalităților de conlucrare a tuturor elementelor componente ale societății pentru o utilizare mai eficientă a apelor. Un rol important revine în acest caz asociațiilor de factori interesați în realizarea unui efect comun. Asemenea asociații pot fi asociații de utilizatori, în special pentru sisteme de irigații sau de alimentări cu apă. De asemenea pot fi asociații de gospodărire a bazinelor versante care se preocupă de modalitățile de utilizare a suprafeței bazinului versant pentru a obține efecte ca reducererea undelor de viitură, reducerea eroziunilor de sol, a antrenării aluviunilor și a colmatării albiilor etc. Asemenea acțiuni impun un amplu program de orientare a populației astfel încât să înțeleagă importanța problemelor și să se implice direct în rezolvarea lor. În concepția lui Andrei Filotti, asemenea acțiuni nu elimină necesitatea lucrărilor de investiții în gospodărirea apelor, însă sunt o condiție esențială pentru ca ele să-și atingă efectele. Deoarece antrenarea păturilor largi ale populației în participarea la gospodărirea apelor este mult mai complexă decât executarea de construcții hidrotehnice, atenția organelor de gospodărire a apelor trebuie îndreptată în primul rând spre aceste acțiuni.

## Activitatea în calitate de consultant
După pensionarea sa din cadrele Organizației Națiunilor Unite, Andrei Filotti a continuat activitatea pe cont propriu, fiind și conducătorul propriei sale firme de consultanță. În această calitate a continuat să mai lucreze pentru Națiunile Unite, efectuând misiuni în Uzbekistan (pentru asistență la definirea programului de regenerare a Mării Aral), în Iordania, Guineea-Bissau și altele.

### Evaluarea programului de protecție a mediului din Rusia
În perioada de dezgheț de după terminarea războiului rece, Statele Unite au inițiat un program de asistență tehnică pe probleme de protecție a mediului. Convenția de colaborare a fost semnată de Al Gore, vicepreședinte al Statelor Unite și de Victor Cernomîrdin, prim-ministru al Rusiei, fiind cunoscut în cercurile de specialitate drept programul Gore-Cernomîrdin. Pentru evaluarea proiectului, după prima fază de execuție și pentru formularea de recomandări pentru faza următoare guvernul Statelor Unite a numit o comisie de trei specialiști, în cadrul căreia Andrei Filotti era expertul pentru problemele de gospodărire a calității apelor. Comisia a făcut ample investigații de teren la Moscova, Volgograd și Nijnîi-Tagil, amplasamentele unde se desfășurau lucrările proiectului.

### Formarea de asociații de utilizatori de apă înRepublica Kârgâză
În procesul de tranziție de la o economie socialistă la o economie de piață, guvernul Republicii Kârgâze a solicitat ajutorul Băncii de Dezvoltare Asiatice (Asian Development Bank - ADB) pentru organizarea unor asociații de utilizatori de apă care să preia întreținerea și exploatarea rețelei de distribuție a canalelor de irigații. Andrei Filotti a fost angajat ca șef de proiect pentru inițierea acestei acțiuni. Activitățile proiectului acopereau și problemele de legislație legate de statutele asociațiilor, precum și de transferul proprietății sistemelor de distribuție către asociații. De asemenea, proiectul prevedea organizarea unor asociații pilot în trei zone diferite ale țării și calificarea personalului agențiilor regionale și raionale de ape în problemele de coordonare a formării de asociații.

### Activități de combatere a corupției
După întoarcerea sa din Republica Kârgâză, Andrei Filotti a fost numit director pentru operații al firmei SWIPCO, care acorda asistență diferitor guverne, pentru întărirea eforturilor de combatere a corupției. Firma SWIPCO, care era asociată cu organizația internațională Transparency International era specializată în metode de urmărire a activităților de achiziții guvernamentale.
Metodologiile puse la punct în cadrul SWIPCO prevedeau o urmărire continuă, prin organe independente, a procesului de achiziții, pornind de la evaluarea necesităților achizițiilor, elaborarea caietelor de sarcini, definirea condițiilor de calificare a ofertanților și de organizare a licitațiilor, evaluarea ofertelor, contractarea lucrărilor, urmărirea execuției și a livrărilor și stabilirea de condiții pentru contracte ulterioare, printre care menținerea listelor de furnizor. Metodologia elaborată de SWIPCO permitea identificarea problemelor potențiale înainte de luarea deciziilor și luarea de măsuri corective înainte de efectuarea cheltuielilor. Ea se deosebea astfel de metodele de audit tradiționale care analizează situațiile după încheierea tuturor operațiilor și care de aceea nu permit evitarea cheltuielilor inutile.
Însemnate eforturi erau îndreptate și pentru cursuri de calificare a salariațiilor din diferite agenții guvernamentale în aplicarea metodologiilor de combatere a corupției. În afara sarcinilor de coordonare care erau inerente poziției pe care o ocupa, Andrei Filotti s-a ocupat direct de o serie de proiecte dintre care merită să fie relevate umărirea activităților de achiziții ale guvernului Ugandei, urmărirea contractelor pentru controalele serviciilor vamale din Republica Congo și urmărirea contractelor de servicii ale Spitalului Central al orașului Washington, D.C., Statele Unite.

## Activitate după pensionare
Andrei Filotti s-a pensionat definitiv în anul 2003. A continuat să fie activ în cadrul Organizației Națiunilor Unite în calitate de secretar al filialei din Washington a Asociației Foștilor Funcționari Internaționali (AFICS - Association of Former International Civil Servants).
De asemenea, a menținut legătura cu specialiștii din domeniul gospodăririi apelor din România și a prezentat diferite comunicări științifice.
Dintre acestea se menționează în primul rând evocarea „Amintiri despre Dorin Pavel”, prezentată de profesorul Mircea Bejan la a XVII-a Conferință Internațională-multidisciplinar cu tema „Profesorul Dorin Pavel, fondatorul hidroenergeticii românești”, organizată de Asociația Generală a Inginerilor din România (AGIR), filiala Cluj la Sebeș pe 2-3 iunie 2017/
În aceeași perioadă, Andrei Filotti a ținut o serie de conferințe organizate de Comitetul Român pentru Istoria și Filosofia Științei și Tehnicii al Academiei Române:
- Atitudini față de pericolele naturale provocate de ape
- Momente din istoria gospodăririi apelor în România – planurile de amenajare a cursurilor de ape
- Utilizarea teoriei sistemelor complexe adaptive în domeniul gospodăririi apelor
- O privire romantică asupra complexelor adaptive
În 2023, cu prilejul a 60 de ani de la elaborarea Planului Național de Amenajare a Apelor din România, Andrei Filotti a prezentat la Academia de Științe Agricole și Silvice „Gheorghe Ionescu-Șișești” conferința „Momente din istoria gospodăririi apelor și agriculturii în România” în care i-a evocat pe Ioan Bernachi și profesorul Ion Teodorescu, personalități care au avut o contribuție esențială la dezvoltarea gospodăririi apelor din România dar care, în prezent, sunt practic uitate. 
În 2022, Andrei Filotti a fost ales membru de onoare al  Academiei de Științe Tehnice din România (ASTR) Cu acest prilej, a publicat volumul „Experiențe din activitatea de gospodărire a apelor –confesiuni provocate” prezentând o discuție generată de profesorul Florin Teodor Tănăsescu.
După pensionare, Andrei Filotti a publicat și lucrări de beletristică. Dintre acestea se menționează în mod special volumul de memorii ”De peste mări și țări, Amintiri din viața diplomatică de odinioară” și tetralogia de aventuri ”Clipe de durere, Clipe de iubire” cuprinzând volumele „O vacanță la mare”, „ O vacanță de iarnă în Munții Carpați”, „O excursie din Dobrogea până în Banat” și „”Vremuri noi”.

## Lucrări publicate
- Gospodărirea apelor, București, 1965
- Repartiția de beneficiari a investițiilor, 1966
- Gospodărirea apelor, București, 1972
- Lacuri de acumulare, București, 1976
- Prevenirea și combaterea inundațiilor, București, 1980
- Curs de gospodărire a apelor, București, 1978
- Curs de regularizări de albii, București, 1977
- - Amintiri despre Dorin Pavel. -A XVII-a Conferință Internațională-multidisciplinară „Profesorul Dorin Pavel, fondatorul hidroenergeticii românești”. (Sebeș 2017) - Știință și Inginerie, Nr1 2017; Nr 2, 2017.
- Atitudini față de pericolele naturale provocate de ape - Academia Română, Comitetul Român de Istoria și Filosofia Științei și Tehnicii, NOEMA, Vol. XIV, (2015)
- Momente din istoria gospodăririi apelor în România – planurile de amenajare a cursurilor de ape - Academia Română, Comitetul Român de Istoria și Filosofia Științei și Tehnicii, NOEMA, Vol. XV, (2016)
- Utilizarea teoriei sistemelor complexe adaptive în domeniul gospodăririi apelor - Academia Română, Comitetul Român de Istoria și Filosofia Științei și Tehnicii, NOEMA. Vol. XVI (2017)
- O privire romantică asupra complexelor adaptive- Academia Română, Comitetul Român de Istoria și Filosofia Științei și Tehnicii, NOEMA. Vol. XVI (2017)
- Diferite articole în revistele Hidrotehnica și Meteorologia, Hidrologia și Gospodărirea Apelor